# Phaeadoretus syriacus
Phaeadoretus syriacus är en skalbaggsart som beskrevs av Blanchard 1851. Phaeadoretus syriacus ingår i släktet Phaeadoretus och familjen Rutelidae. Inga underarter finns listade i Catalogue of Life.